# Кейв-Сити (Арканзас)
Кейв-Сити (англ. Cave City, Arkansas) — город, расположенный в округах Индепенденс и Шарп (штат Арканзас, США) с населением в 1946 человек по статистическим данным переписи 2000 года.
В Кейв-Сити родился скандальный редактор газеты Джозеф Х. Уэстон (англ. Joseph H. Weston).

## География
По данным Бюро переписи населения США город Кейв-Сити имеет общую площадь в 6,73 квадратных километров, водных ресурсов в черте населённого пункта не имеется.
Город Кейв-Сити расположен на высоте 206 метров над уровнем моря.

## Демография
По данным переписи населения 2000 года в Кейв-Сити проживало 1946 человек, 538 семей, насчитывалось 775 домашних хозяйств и 843 жилых дома. Средняя плотность населения составляла около 290 человек на один квадратный километр. Расовый состав Кейв-Сити по данным переписи распределился следующим образом: 97,84 % белых, 0,57 % — чёрных или афроамериканцев, 0,72 % — коренных американцев, 0,05 % — азиатов, 0,82 % — представителей смешанных рас.
Испаноговорящие составили 1,18 % от всех жителей города.
Из 775 домашних хозяйств в 35,2 % — воспитывали детей в возрасте до 18 лет, 52,5 % представляли собой совместно проживающие супружеские пары, в 13,5 % семей женщины проживали без мужей, 30,5 % не имели семей. 27,4 % от общего числа семей на момент переписи жили самостоятельно, при этом 15,9 % составили одинокие пожилые люди в возрасте 65 лет и старше. Средний размер домашнего хозяйства составил 2,42 человек, а средний размер семьи — 2,91 человек.
Население города по возрастному диапазону по данным переписи 2000 года распределилось следующим образом: 27,3 % — жители младше 18 лет, 8,5 % — между 18 и 24 годами, 25,8 % — от 25 до 44 лет, 18 % — от 45 до 64 лет и 20,4 % — в возрасте 65 лет и старше. Средний возраст жителей составил 36 лет. На каждые 100 женщин в Кейв-Сити приходилось 79,9 мужчин, при этом на каждые сто женщин 18 лет и старше приходилось 74,5 мужчин также старше 18 лет.
Средний доход на одно домашнее хозяйство в городе составил 23 163 доллара США, а средний доход на одну семью — 27 292 доллара. При этом мужчины имели средний доход в 21 397 долларов США в год против 17 424 доллара среднегодового дохода у женщин. Доход на душу населения в городе составил 11 925 долларов в год. 17 % от всего числа семей в округе и 21,3 % от всей численности населения находилось на момент переписи населения за чертой бедности, при этом 26,3 % из них были моложе 18 лет и 15,6 % — в возрасте 65 лет и старше.